# Холлис (Оклахома)
Холлис (англ. Hollis) — город и административный центр округа Хармон в американском штате Оклахома. По данным переписи населения США 2020 года, численность населения составляла 1795 человек.

## История
Был основан в 1898 году на земле, административно относившейся к округу Грир, штат Техас. Оригинальное название поселения был утрачено, и после судебного разбирательства в 1903 году оно было переименовано в Холлис в честь одного из первых поселенцев и члена градостроительного комитета, бизнесмена Джорджа Вашингтона Холлиса. Кроме универсального магазина Холлиса в городке первоначально функционировала только кузница, принадлежавшая Джеймсу (Джиму) Мэйлену Проку. 31 октября 1901 года было открыто почтовое отделение, также названное в честь Холлиса. В 1909 году губернатор Хаскелл разделил старый округ Грир на новый округ Грир и округ Хармон, в состав которого вошёл Холлис. За право стать центром округа соперничали Холлис, Драйден, Луни и Винсон; на выборах победил Холлис.

## Население
| 2010 | 2020  |
| ---- | ----- |
| 2060 | ↘1795 |